# مدوفو، استان بورگاس
مدوفو (به بلغاری: Medovo) روستایی در بلغارستان است که در استان بورگاس واقع شده‌است.